# Interfáze
Interfáze je období mezi dvěma mitózami (děleními) buňky. V této fázi buňka plní svou funkci v rámci tkáně a připravuje se na další mitotické dělení. Chromozomy jsou rozvolněné a probíhá replikace DNA (zdvojení chromatid).